# Колодій Петро Володимирович
Петро́ Володи́мирович Колоді́й — солдат Збройних сил України, у мирний час частина базується на території Житомирської області, учасник російсько-української війни.

## Нагороди
- 31 жовтня 2014 року за особисту мужність і героїзм, виявлені у захисті державного суверенітету та територіальної цілісності України, вірність військовій присязі під час російсько-української війни, відзначений — нагороджений орденом «За мужність» III ступеня
- Медаль «Захиснику Вітчизни»[1]